# Rifāʿīya

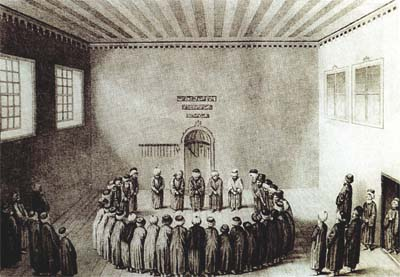
Dhikr der Rifai-Bruderschaft

Die Rifāʿīya (arabisch الطريقة الرفاعية, DMG aṭ-ṭarīqa ar-rifāʿīya, auch Rufaiyya oder Rufai) oder Rüfai ist ein islamischer Sufiorden (Tarīqa), der von dem bekannten muslimischen Mystiker Ahmed Rifai (1118–1181) gegründet wurde.
Durch Abū l-Fath al-Wāsitī (gest. 1234) wurde der Orden nach Ägypten verbreitet und durch Abū Muhammad al-Harīrī (gest. 1248 in Bosra) nach Syrien, weswegen der syrische Zweig des Ordens auch Harīrīya genannt wird. Im Westen ist der Orden aufgrund des ekstatischen Dhikr auch unter dem Namen „die heulenden Derwische“ bekannt. Zur rhythmischen Begleitung des Dhikr verwenden sie die flache Kesseltrommel kudüm, die große Rahmentrommel mazhar und Zimbeln zil.
Die meisten Anhänger des Rifai-Ordens finden sich im Nahen Osten, in der Türkei und auf dem Balkan. In der albanischen Stadt Berat befindet sich die Rüfai-Tekke von 1785.

## Belege
1. ↑  Trimingham: The Sufi Orders in Islam. 1971, S. 39.